# Шевченко Анатолій Якович
Анато́лій Я́кович Шевче́нко (19 серпня 1932, Кривий Ріг — 10 вересня 2012 Київ) — український публіцист, літературний критик, журналіст. Член Національної спілки письменників України (від 1981).

## Біографія
1957 — закінчив філологічний факультет Київського університету.
1957–1962 — кореспондент Українського радіо.
1962–1965 — завідувач відділу журналу «Зміна».
1965–1969 — старший редактор у редакції щорічника «Наука і культура».
1969–1970 — сценарист Студії хронікально-документальних фільмів.
1970–1974 — редактор у видавництві «Радянський письменник».
Від 1975 р. — редактор відділу літературознавства журналу «Українська мова і література в школі» (нині «Дивослово»).
1960—1980-ті рр. — А.Шевченка переслідували з політичних мотивів: звільняли з роботи, діяла негласна заборона на друкування його творів.
1989–1992 — член Народного Руху України.
Від вересня 1989 р. — головний редактор «Народної газети».
2002 — втратив ліву ногу.
Дружина — Галина (1934 р. н.)

## Книги
- «Червоні коні» (1966)
- Літературно-критичні огляди «Українська література сьогодні» (1981, 1983, 1985, 1987, 1989; співавтор)
- Збірка гумору й сатири «У пошуках братів по розуму» (1986)
- «День сонячного затемнення» (2002)

## Премії та нагороди
- Премія в галузі літетатурної критики імені Олександра Білецького (1999).
- Премія за пропаганду української книжки імені Дмитра Нитченка (2000).
- Орден «За заслуги» III ступеня (червень 2000) і другого струпеня (червень 2007).
- Орден Святого Рівноапостольного князя Володимира Великого (1999).
- Медаль «2000-річчя Різдва Христового» (2001).